# Daniel Xuereb
Daniel Xuereb (* 22. Juni 1959 in Gardanne) ist ein ehemaliger französischer Fußballspieler und  -trainer. Er spielte in den 1980er Jahren achtmal für Frankreich. Als Spieler von RC Lens (1981–1986), wurde er in die Olympiamannschaft Frankreichs berufen, mit der er 1984 in Los Angeles die Goldmedaille gewann. Xuereb traf im Finale. Zwei Jahre später fuhr er zur Fußball-WM nach Mexiko. Hier unterlag Frankreich erst im Halbfinale.
Er trainierte CA Digne und Pertuis in den 1990ern und AS Aix zwischen 2008 und 2009.

## Erfolge
- Mit dem HSC Montpellier
  - Französischer Pokal 1990

- Mit Olympique Marseille
  - Französischer Meister 1992

- Mit Frankreich
  - Goldmedaille bei den Olympischen Sommerspielen 1984
  - WM-Dritter 1986